# Свистуново (Вологодская область)
Свистуново — деревня в Грязовецком районе Вологодской области.
Входит в состав Грязовецкого муниципального образования, с точки зрения административно-территориального деления — в Ростиловский сельсовет.
Расстояние до районного центра Грязовца по автодороге — 0,5 км. Ближайшие населённые пункты — Крестовка, Льнозавода, Дворец.
По переписи 2002 года население — 34 человека (14 мужчин, 20 женщин). Всё население — русские.